# Alternatieve metal
Alternatieve metal is een eclectische vorm van heavy metal, die gedurende de jaren 90 van de 20e eeuw populariteit won samen met grunge. De muziek wordt gekenmerkt door heavymetalelementen afgewisseld met experimentele muziek. Verder hebben nummers uit dit genre vaak bevreemdende of opmerkelijke teksten, timingen en technieken.
De term wordt gebruikt voor een combinatie van alternatieve muziek, heavy metal en progressieve metal.

## Overzicht
Alternatieve metal is een brede categorie waarin veel artiesten worden geplaatst die een stijl van rock of heavy metal spelen die anders is dan de conventionele stijlen.
Heavy metal is nog altijd een essentieel onderdeel van alternatieve metalmuziek, maar de muziek is heel anders dan bijvoorbeeld de thrashmetal uit de jaren 80. Aanvankelijk was de muziek vooral populair bij fans van alternatieve rock daar vrijwel alle Amerikaanse alternatieve metalbands uit de jaren 80 hun oorsprong hadden in de rockmuziek. Tegenwoordig komen ze vaak voort uit hardcore punk, post-punk/noise rock zoals Big Black, Fugazi en Sonic Youth samen met andere als Helmet en White Zombie, grunge (Alice in Chains, Soundgarden) en industrial (Ministry, Nine Inch Nails).
Alternatieve metal kent veel verschillende vormen, waarbij bands hun eigen draai geven aan heavy metal. Zo gebruikten Corrosion of Conformity, The Melvins en Soundgarden jaren 70-metal in hun nummers, en gebruikte Faith No More funk en hiphop in hun vorm van alternatieve metal.
De populariteit van grunge begin jaren 90 zorgde voor een groot publiek voor veel alternatieve metalbands.